# Henrique Serafini
Henrique Serafini (Laranjal Paulista, 1 de agosto de 1904 – São Paulo, 9 de março de 1981) foi futebolista brasileiro que atuava como volante.
Um Volante implacável na marcação, destacou-se pela primeira vez no quadro de iniciantes do Palmeiras em 1923, mesmo ano no qual estreou entre os profissionais com vitória sobre o Corinthians. 
Em sua primeira passagem pelo Palmeiras, foi fundamental para o bicampeonato paulista em 1926 e 1927, feito que só veio a repetir-se em 1994. 
Depois de temporadas na Lazio, voltou ao Palmeiras para encerrar sua carreira. Em seus áureos tempos, junto com os companheiros Pepe e Gogliardo, formou uma histórica linha média, conhecida como “Sissi, Gasosa e Guaraná”, três populares refrigerantes da época.
Ao todo jogou 199 partidas pelo Palestra e 96 pela Lazio da Itália. Fez 11 gols e jogou 14 temporadas

## Títulos
Palmeiras
- Campeonato Paulista: 1926, 1927
- Campeonato Paulista (Extra): 1926